# Campanula alata
Campanula alata là loài thực vật có hoa trong họ Hoa chuông. Loài này được Desf. mô tả khoa học đầu tiên năm 1798.